# 500-km-Rennen auf dem Nürburgring 1962

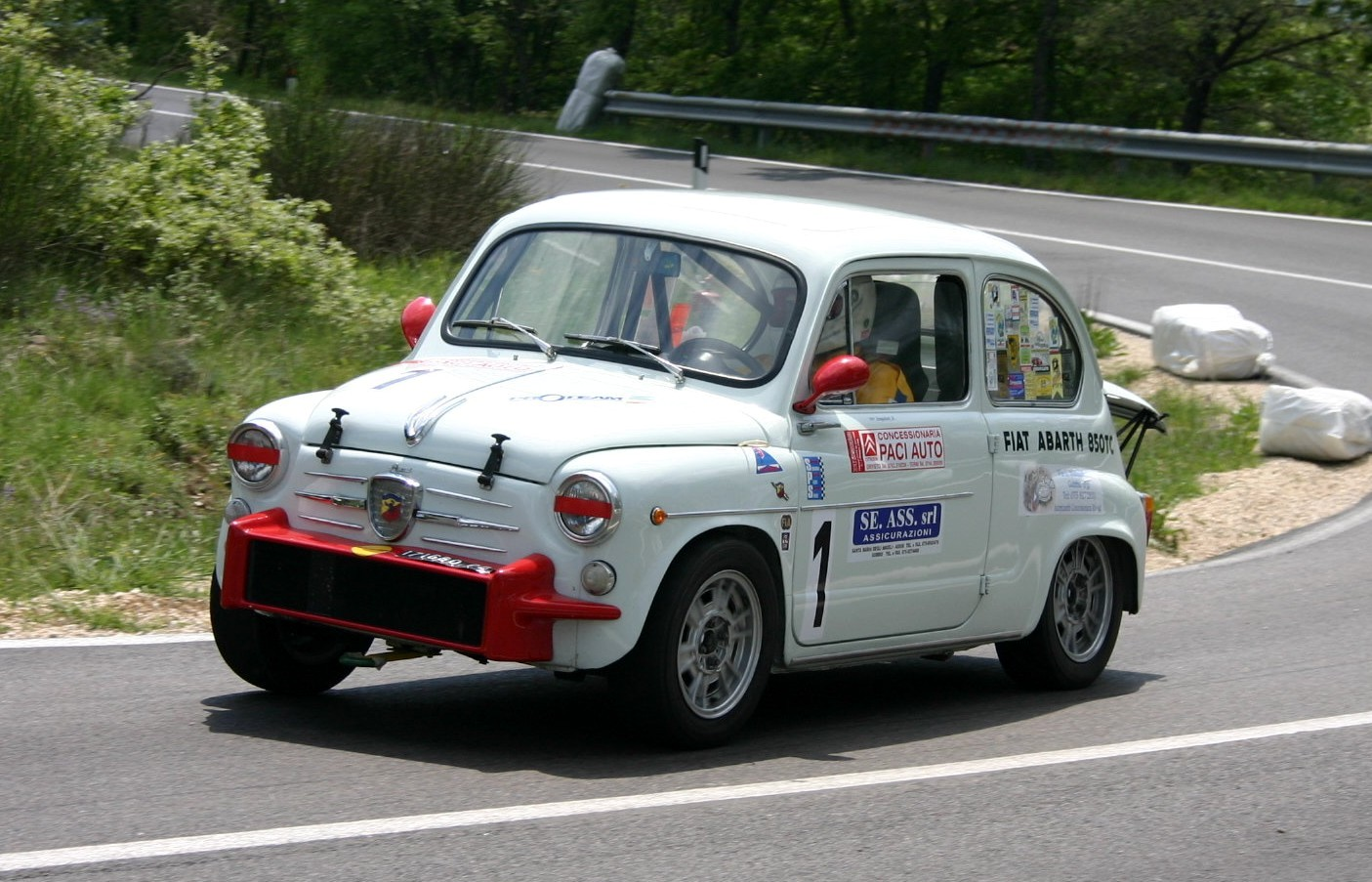
Fiat-Abarth 850TC

Das dritte 500-km-Rennen auf dem Nürburgring, auch III. Internationales ADAC-500km-Rennen, Nürburgring, fand am 2. September 1962 auf der Nordschleife des Nürburgrings statt und war der zwölfte Wertungslauf der Sportwagen-Weltmeisterschaft dieses Jahres.

## Das Rennen
Neben dem 1000-km-Rennen auf dem Nürburgring gab es 1962 einen weiteren Weltmeisterschaftslauf auf der Nordschleife. Das 500-km-Rennen zählte nur zur GT- und Tourenwagen-Wertung. Schnellster Fahrer im Training war Hans Herrmann, der auf einem Werks-Fiat-Abarth 1000 Bialbero die Rennstrecke in einer Zeit von 10:25,600 Minuten umrundete. Im Rennen fiel der Wagen nach einem Achsbruch aus. Dennoch gab es einen Sieg für Abarth. Teamkollege Eberhard Mahle gewann mit einem Vorsprung von mehr als neun Minuten auf Tommy Spychiger, der ebenfalls einen Werks-Abarth fuhr.

## Ergebnisse

### Schlussklassement
| 1               | GT 1.0 | 86  | Abarth                       | Eberhard Mahle                          | Fiat-Abarth 1000 Bialbero    | 22 |
| 2               | GT 700 | 83  | Abarth                       | Tommy Spychiger                         | Fiat-Abarth 700 Bialbero     | 22 |
| 3               | GT 1.0 | 96  | Günther Selbach              | Günther Selbach Jürgen Wagner           | Fiat-Abarth 1000             | 22 |
| 4               | GT 1.0 | 91  | Holland & Scott              | Keith Holland John Glyde Walker         | GSM Delta                    | 21 |
| 5               | GT 700 | 82  | Peter Therstappen            | Peter Therstappen                       | Fiat-Abarth 700              | 21 |
| 6               | T 850  | 65  | Abarth                       | Marsilio Pasotti                        | Fiat-Abarth 850TC            | 21 |
| 7               | GT 700 | 84  | Abarth                       | Willy König                             | Fiat-Abarth 700 Bialbero     | 21 |
| 8               | GT 1.0 | 95  | Octagon                      | Mike Reid                               | Austin-Healey Sebring Sprite | 21 |
| 9               | T 700  | 30  | Anton Fischhaber             | Anton Fischhaber                        | BMW 700S                     | 21 |
| 10              | T 850  | 45  | Abarth                       | Manfred Hönig Teodoro Zeccoli           | Fiat-Abarth 850TC            | 21 |
| 11              | T 850  | 48  | Scuderia Sant Ambroeus       | Paolo Renier Giani Morini Prada         | Fiat-Abarth 850TC            | 21 |
| 12              | GT 1.0 | 92  | John Milne                   | John Williamson John Milne              | Austin-Healey Sebring Sprite | 20 |
| 13              | T 850  | 47  | Scuderia Sant Ambroeus       | Mario Saruggia Giorgio Pianta           | Fiat-Abarth 850TC            | 20 |
| 14              | T 850  | 55  | Alfred Kling                 | Kurt Geiss Alfred Kling                 | DKW Junior                   | 20 |
| 15              | T 1.0  | 73  | Anselm von Oertzen           | Anselm von Oertzen Heinz Meier          | Auto Union 1000              | 20 |
| 16              | T 700  | 29  | Ludwig Hammer                | Ludwig Hammer Ulrich Deussen            | BMW 700S                     | 20 |
| 17              | T 1.0  | 69  | Blez International           | John Aley                               | Morris Mini Cooper           | 20 |
| 18              | T 700  | 35  | Klaus Bongard                | Klaus Bongard Gustav-Dieter Edelhoff    | BMW 700S                     | 20 |
| 19              | T 700  | 39  | Ulrich Therstappen           | Ulrich Therstappen Marie-Rose Tibesar   | BMW 700S                     | 20 |
| 20              | GT 1.0 | 90  | George Kennedy               | George Palmer                           | GSM Delta                    | 20 |
| 21              | T 600  | 16  | Gerhard Wiedemann            | Gerhard Wiedemann Heinz Gilges          | NSU Prinz                    | 20 |
| 22              | T 600  | 11  | Gerhard Bodmer               | Gerhard Bodmer                          | Glas Isar T600               | 20 |
| 23              | T 1.0  | 71  | Peter Marx                   | Peter Marx Kurt Härtner                 | Panhard Dyna                 | 20 |
| 24              | T 600  | 24  | Karl-Heinz Panowitz          | Karl-Heinz Panowitz                     | NSU Prinz                    | 20 |
| 25              | GT 700 | 80  | Scuderia Sant Ambroeus       | Fulvio Sestilli Angela Fontana          | Fiat-Abarth 700              | 20 |
| 26              | T 600  | 18  | Josef Kremer                 | Josef Kremer                            | NSU Prinz                    | 19 |
| 27              | T 850  | 50  | Malou Racle                  | Malou Racle Monika Wallraf              | DKW Junior                   | 19 |
| 28              | T 700  | 43  | Renngemeinschaft Nürburgring | Wolfgang Knöppel Günter Besier          | BMW 700S                     | 19 |
| 29              | T 700  | 40  | Christian Schmarje           | Christian Schmarje Paul Kunheim         | BMW 700S                     | 19 |
| 30              | T 600  | 14  | Werner Müller                | Werner Müller                           | NSU Prinz                    | 19 |
| 31              | T 850  | 63  | Jochen Kühling               | Jochen Kühling Winfried von Wrede       | Renault Dauphine             | 19 |
| 32              | T 850  | 57  | Franz-Josef Oebel            | Franz-Josef Oebel                       | Renault Dauphine             | 19 |
| 33              | T 500  | 7   | Johannes Ortner              | Johannes Ortner                         | Steyr-Puch 500D              | 19 |
| 34              | T 1.0  | 75  | Nikolaus Killenberg          | Nikolaus Killenberg                     | Auto Union 1000              | 19 |
| 35              | T 500  | 1   | Heinz Liedl                  | Heinz Liedl                             | Steyr-Puch 500D              | 19 |
| 36              | T 500  | 8   | Tartaruga                    | Peter Scherrer Rico Steinemann          | Steyr-Puch 500D              | 19 |
| 37              | T 500  | 3   | Hannes Haering               | Hannes Haering                          | Steyr-Puch 500D              | 19 |
| 38              | T 500  | 2   | Sepp Liebl                   | Sepp Liebl                              | Steyr-Puch 500D              | 18 |
| 39              | T 600  | 12  | Georg Bialas                 | Georg Bialas                            | NSU Prinz                    | 18 |
| 40              | T 600  | 21  | Hans Menzel                  | Hans Menzel                             | NSU Prinz                    | 18 |
| Ausgefallen     |        |     |                              |                                         |                              |    |
| 41              | T 700  | 41  | Renngemeinschaft Nürburgring | Heinz Schreiber Heinrich Hülbüsch       | BMW 700S                     | 20 |
| 42              | T 700  | 33  | Walter Schneider             | Walter Schneider Gerhard Koch           | BMW 700S                     | 19 |
| 43              | T 1.0  | 74  | Gustav Bontemps              | Gustav Bontemps Norbert Ullemeyer       | Auto Union 1000              | 19 |
| 44              | T 1.0  | 70  | Andrew Hedges                | H. P. Hoffmann Max Scheerle             | Austin Mini-Cooper           | 17 |
| 45              | T 850  | 54  | Gösta Karlsson               | Gösta Karlsson Ingemar Johansson        | Saab 96                      | 15 |
| 46              | T 500  | 4   | OASC                         | Fritz Schlögl                           | Steyr-Puch 500D              |    |
| 47              | T 500  | 6   | Go-Kart Sportclub Kärnten    | Gert Koenig                             | Steyr-Puch 500D              |    |
| 48              | T 600  | 17  | Dietrich Krumm               | Dietrich Krumm                          | NSU Prinz                    |    |
| 49              | T 600  | 20  | Scuderia Sant Ambroeus       | Gianni Mainardi Gianni Mannelli         | NSU Prinz                    |    |
| 50              | T 600  | 23  | Leonardo Cirincione          | Leonardo Cirincione                     | NSU Prinz                    |    |
| 51              | T 700  | 31  | Heinz Winz                   | Heinz Winz                              | BMW 700S                     |    |
| 52              | T 700  | 32  | OASC                         | Ule Oberhammer                          | BMW 700S                     |    |
| 53              | T 700  | 37  | Hans-Dieter Blatzheim        | Hans-Dieter Blatzheim Karlheinz Hermann | BMW 700S                     |    |
| 54              | T 700  | 42  | Renngemeinschaft Nürburgring | Jürgen Zink Josef Maassen               | BMW 700S                     |    |
| 55              | T 700  | 44  | Yvan Pillonel                | Yvan Pillonel Michael Finquel           | BMW 700S                     |    |
| 56              | T 850  | 51  | Blez International           | Jean Aley Daphne Freeman                | Morris Mini Cooper           |    |
| 57              | T 850  | 52  | Björn Rothstein              | Björn Rothstein                         | Saab 96                      |    |
| 58              | T 850  | 53  | Kurt Simonsen                | Kurt Simonsen                           | Saab 96                      |    |
| 59              | T 850  | 58  | Friedhelm Slowick            | Paul Polzin Friedhelm Slowick           | Saab 96                      |    |
| 60              | T 850  | 59  | Giuseppe Dalla Torre         | Giuseppe Dalla Torre                    | Fiat-Abarth 850TC            |    |
| 61              | T 850  | 60  | Wolf-Dieter Mantzel          | Wolf-Dieter Mantzel                     | DKW Junior                   |    |
| 62              | T 850  | 61  | Francesco Ghezzi             | Francesco Ghezzi                        | Fiat-Abarth 850TC            |    |
| 63              | T 850  | 64  | Günter Schreiber             | Kurt Pfnier                             | DKW Junior                   |    |
| 64              | T 1.0  | 67  | Philip Cadman                | Rona Pearson                            | Austin Mini-Cooper           |    |
| 65              | T 1.0  | 68  | Dieter Mohr                  | Dieter Mohr                             | Morris Mini Cooper           |    |
| 66              | T 1.0  | 76  | Xavier Boulanger             | Xavier Boulanger Emmanuel Trojan        | Auto Union 1000              |    |
| 67              | GT 1.0 | 85  | Abarth                       | Hans Herrmann                           | Fiat-Abarth 1000 Bialbero    |    |
| 68              | GT 1.0 | 87  | Abarth                       | Herbert Linge                           | Fiat-Abarth 1000 Bialbero    |    |
| 69              | GT 1.0 | 94  | John Anstead                 | Eduardo Ribeiro                         | Austin-Healey Sprite         |    |
| 70              | GT 1.0 | 102 | Peter Jackson                | Clive Baker                             | Austin-Healey Sebring Sprite |    |
| Nicht gestartet |        |     |                              |                                         |                              |    |
| 71              | T 600  | 15  | Joachim Kamusin              | Joachim Kamusin Siegfried Müller senior | NSU Prinz                    | 1  |
| 72              | T 600  | 19  | Rolf Scheel                  | Rolf Scheel                             | NSU Prinz                    | 2  |
| 73              | T 600  | 22  | Ernst Hamberger              | Ernst Hamberger                         | NSU Prinz                    | 3  |
| 74              | T 700  | 34  | Hans Schulz                  | Jonny Janus Helfried Vogel              | BMW 700S                     | 4  |
| 75              | T 700  | 36  | Andres Juan Molins           | Andres Juan Molins                      | BMW 700S                     | 5  |
| 76              | T 850  | 49  | Scuderia Sant Ambroeus       | Mario Acquati                           | Fiat-Abarth 850TC            | 6  |
| 77              | T 1.0  | 72  | Hans Bohlmeier               | Hans Bohlmeier                          | Auto Union 1000              | 7  |
| 78              | GT 1.0 | 93  | Michael Ducker               | Michael Ducker Michael Brunt            | Austin-Healey Sprite         | 8  |
| 79              | GT 1.0 | 97  | Claude Bobrowski             | Claude Bobrowski                        | Fiat-Abarth 1000             | 9  |
| 80              | GT 1.0 | 99  | OASC                         | Walter Poeltinger Eddy Merinsky         | Fiat-Abarth 1000             | 10 |
| 81              | GT 1.0 | 100 | Ecurie Francorchamps         | Léon Dernier                            | Fiat-Abarth 1000             | 11 |
| 82              | T 850  | 46  | Abarth                       |                                         | Fiat-Abarth 850TC            | 12 |

1 nicht gestartet
2 nicht gestartet
3 nicht gestartet
4 nicht gestartet
5 nicht gestartet
6 Unfall im Training
7 nicht gestartet
8 nicht gestartet
9 nicht gestartet
10 nicht gestartet
11 nicht gestartet
12 nicht trainiert

### Nur in der Meldeliste
Hier finden sich Teams, Fahrer und Fahrzeuge, die ursprünglich für das Rennen gemeldet waren, aber aus den unterschiedlichsten Gründen daran nicht teilnahmen.
| Pos. | Klasse | Nr. | Team                      | Fahrer                      | Chassis           |
| ---- | ------ | --- | ------------------------- | --------------------------- | ----------------- |
| 82   | T 500  | 5   | Go-Kart Sportclub Kärnten | Hans Götz Stefan Papp       | Steyr-Puch 500D   |
| 83   | T 700  | 38  | Isar Racing               | Manfred Behnke              | BMW 700S          |
| 84   | T 850  | 56  | Helmut Zick               | Helmut Zick                 | Fiat-Abarth 850TC |
| 85   | T 850  | 62  | Alexander Herrgott        | Alexander Herrgott          | Renault Dauphine  |
| 86   | T 1.0  | 66  | Alfred Kling              | Peter Falk Alfred Kling     | Auto Union 1000   |
| 87   | GT 1.0 | 88  | Abarth                    | Helmut Zick                 | Fiat-Abarth 1000  |
| 88   | GT 1.0 | 89  | Abarth                    | Willy König                 | Fiat-Abarth 1000  |
| 89   | GT 1.0 | 103 | Rouge                     | Tommy Weber William McCowen | Marcos Mini GT    |

### Klassensieger
| Klasse | Fahrer             | Fahrer       | Fahrzeug                  | Platzierung im Gesamtklassement |
| ------ | ------------------ | ------------ | ------------------------- | ------------------------------- |
| GT 1.0 | Eberhard Mahle     |              | Fiat-Abarth 1000 Bialbero | Gesamtsieg                      |
| GT 700 | Tommy Spychiger    |              | Fiat-Abarth 700 Bialbero  | Rang 2                          |
| T 1.0  | Anselm von Oertzen | Heinz Meier  | Auto Union 1000           | Rang 15                         |
| T 850  | Marsilio Pasotti   |              | Fiat-Abarth 850TC         | Rang 6                          |
| T 700  | Anton Fischhaber   |              | BMW 700S                  | Rang 9                          |
| T 600  | Gerhard Wiedemann  | Heinz Gilges | NSU Prinz                 | Rang 21                         |
| T 500  | Johannes Ortner    |              | Steyr-Puch 500D           | Rang 33                         |

### Renndaten
- Gemeldet: 89
- Gestartet: 70
- Gewertet: 40
- Rennklassen: 7
- Zuschauer: unbekannt
- Wetter am Renntag: warm und trocken
- Streckenlänge: 22,810 km
- Fahrzeit des Siegerteams: 4:07:46,400 Stunden
- Gesamtrunden des Siegerteams: 22
- Gesamtdistanz des Siegerteams: 501,820 km
- Siegerschnitt: 121,500 km/h
- Pole Position: Hans Herrmann – Fiat-Abarth 1000 Bialbero (#85) – 10:25,600 = 131,260 km/h
- Schnellste Rennrunde: Eberhard Mahle – Fiat-Abarth 1000 Bialbero (#86) – 10:39,000 = 128,507 km/h
- Rennserie: 12. Lauf zur Sportwagen-Weltmeisterschaft 1962